# Lanzenkirchen
Lanzenkirchen je městys v okrese Vídeňské Nové Město v Industrieviertelu (Průmyslové čtvrti) v rakouské spolkové zemi Dolní Rakousy.

## Geografie
Lanzenkirchen leží na rozhraní regionů Steinfeld, teplotního pásma a Bucklige Welt na úpatí pohoří Rosaliengebirge. Přes Lanzenkirchen protéká řeka Litava (Leitha), po splynutí řek Pitten a Schwarza, v obecní části Haderswörth se tvoří z řeky kanál "Mühlbach".
Lanzenkirchen patří správně pod okres Vídeňské Nové Město.

### Katastrální území
Městys Lanzenkirchen je vytvořen z pěti katastrálních území:
- Lanzenkirchen
- Frohsdorf
- Haderswörth, včetně části z Föhrenau (Haderswörth-Siedlung)
- Kleinwolkersdorf
- Ofenbach (se samotou Rotte Heuberg an der Rosalia)

## Historie
Před počátkem našeho letopočtu bylo území součástí keltského království Noricum a patřilo pod výšinný hrad Schwarzenbach na Burgbergu. Později za Římanů patřil dnešní Lanzenkirchen do provincie Pannonie. V roce 1883 zde zemřel francouzský paleontolog Joachim Barrande.

### Původ místního jména
Pro místní jméno je následující vysvětlení:
- Lanzenkirchen:

Název pravděpodobně vznikl podle dřevěného kostela (Holzkirche) vystavěného německými kolonisty. Název zněl Anzo nebo Lanzo. Název Lanzenkirchen byl poprvé v dokumentech uvedený v roce 1130.
- Frohsdorf:

Původní název Krottendorf byl kvůli podmáčeným pozemkům, kde se vyskytovalo mnoho žab. Chrotendorf byl poprvé v dokumentech uvedený v roce 1158. Od roku 1673 vznikl z toho název Froschdorf. Dnešní název pochází teprve od počátku 19. století.
- Haderswörth:

Tento název vznikl z Hadurich a wert (vzácný), což znamená Au des Hadurich. Uvádí se v listině z roku 1101, podle mnicha „Heinricha" z rodu purkrabího z Regensburgu, před odchodem na křížovou výpravu do Svaté země, za přítomnosti svého otce „Hadericha", držitele Haderichswertu, který daroval klášteru Göttweig
- Kleinwolkersdorf:

Název mohl vzniknou pravděpodobně kolem let 1130–1160 a mohl by pocházet od Wolfkers von Lanzenkirchen. Tak se jmenovala obec Wolfkersdorf. Z toho časem vznikl Kleinwolkersdorf, jako část obce poprvé nazývaná kolem roku 1800.
- Ofenbach:

Původně se obec jmenovala Quenbach, jak je uvedeno v listině z roku 1157 – klášter Rein měl tehdy zde v držení vinice. Odkud pochází název Ofenbach není zcela jasné. Připouští se, že výrazem Oven se označovalo topidlo. Na konci středověku se kromě toho rozlišoval „Ober-" a „Niederofenbach".
- Föhrenau:

Tato část obce je nejnovější osadou a vznikla teprve v letech 1945–1946. Prvních 30 domů bylo z hrázděného zdiva postavených za císařovny Marie Terezie (1717–1780) z kmenů černých borovic "(Föhrenwald)".

### Vývoj počtu obyvatel
- 1869 1811
- 1880 2058
- 1890 1057
- 1900 2173
- 1910 2281
- 1923 2514
- 1934 2581
- 1939 2388
- 1951 2459
- 1961 2806
- 1971 2987
- 1981 2902
- 1991 3035
- 2001 3506
- 2005 3632
- 2007 3670

## Politika
Starostou městyse je Bernhard Karnthaler, zástupcem starosty Heide Lamberg a vedoucí úřadu Otto Haindl.
V obecním zastupitelstvu je 23 křesel, která podle výsledků voleb konaných 14. března 2010, byla dle získaných mandátů rozdělena takto:
- Volkspartei 11
- SPÖ 11
- FPÖ 1

## Budovy
- Frohsdorf (zámek)
- Ofenbachský horský kostel
- Farní kostel Lanzenkirchen